# Melanoloma orndinarium
Melanoloma orndinarium är en tvåvingeart som beskrevs av Willi Hennig 1938. Melanoloma orndinarium ingår i släktet Melanoloma och familjen Richardiidae.
Artens utbredningsområde är Peru. Inga underarter finns listade i Catalogue of Life.